# Wingstrandarctus
Genre
Wingstrandarctus est un genre de tardigrades de la famille des Halechiniscidae. 

## Liste des espèces
Selon Degma, Bertolani et Guidetti, 2014 :
- Wingstrandarctus corallinus Kristensen, 1984
- Wingstrandarctus crypticus Renaud-Mornant, 1989
- Wingstrandarctus intermedius (Renaud-Mornant, 1967)
- Wingstrandarctus stinae Jørgensen, Boesgaard, Møbjerg & Kristensen, 2014
- Wingstrandarctus unsculptus Jørgensen, Boesgaard, Møbjerg & Kristensen, 2014

## Publication originale
- Kristensen, 1984 : On the biology of Wingstrandarctus corallinus nov. gen. et spec., with notes on the symbiotic bacteria in the subfamily Florarctinae (Arthrotardigrada). Videnskabelige Meddelelser fra Dansk Naturhistorisk Forening, vol. 145, p. 201-218.